# سعد بن مسعود ثقفی
سعد بن مسعود ثقفی از قبیله ثقیف، عموی مختار ثقفی و از اصحاب علی بن ابی طالب بود. علی در زمان خلافتش، نخست، پس از ورود به کوفه وی را به امارت استان زوابی (بین زاب بزرگ و زاب کوچک در شمال عراق، تقریباً معادل کردستان عراق) گماشت. سپس در هنگام حرکت به سوی نبرد  صفین، وی را امارت مدائن منصوب کرد که تا پایان حکومت حسن بن علی در این مقام بود. زمانی که حسن بن علی در ساباط مدائن مورد اصابت ضربه خنجر جراح بن سنان قرار گرفت به او پناه برد و سعد در مراقبت و مداوای حسن کوشید و از هیچ کمکی دریغ نکرد.